# 施偉賢
施偉賢爵士，CBE，QC，SC，JP（1932年4月22日—2012年8月7日），香港律師、學者及政治人物，曾任香港立法局主席及香港賽馬會董事局主席。在施偉賢出任香港立法局主席之前，該職位一直都由香港總督擔任，而他從1991年開始成為立法局首任副主席。施偉賢爵士是一位法學教授，因而被委任進入立法局成為最後一任非官守議員。

## 生平
施偉賢是一名中英混血兒。施偉賢就讀於聖若瑟小學（1939年至1941年）及聖若瑟書院（1946年至1948年），1948年至1952年間於香港大學取得文學士學位，曾於1953年至1954年間就讀英國劍橋大學皇后學院。1952年至1957年在香港政府擔任政務官。1960年，施偉賢於林肯律師學院畢業後取得大律師資格。1975年獲委任為御用大律師，1980年獲委任為立法局非官守議員，1985年獲連任。
施偉賢在1991年10月獲港督委任為香港立法局副主席，負責主持日常會議。1993年，時任港督彭定康辭任主席，副主席職位被廢除，施被立法局全體議員選為主席至1995年他放棄參加1995年之選舉角逐連任為止。在卸任立法局主席後，施偉賢重執教鞭。2003年1月結束其大律師業務，轉任事務律師，但2004年9月又轉回作為大律師。
施偉賢從事法律界近50年，退休前是香港大律師名冊年資最高、排行第一的人。
2012年8月7日，施偉賢逝世，享年80歲。

## 名下馬匹
施偉賢生前熱愛賽馬運動，早於1950至60年代期間加入香港賽馬會成為會員，自此與香港賽馬會結下不解緣。他於1984年獲選為香港賽馬會董事，其後於1993年至1996年擔任香港賽馬會董事局主席，其名下馬匹皆以「確」字命名，包括確叻、確利、確雄、確叻星、確叻寶、確叻迅、確叻準等等。其中「確叻」奪得1976年香港打吡大賽冠軍，成為賽馬職業化後首匹雌馬勝出該項大賽，當時獎金為4萬港元。

## 專業資格
- 英國大律師（1960年）
- 香港大律師（1960年）
- 香港御用大律師（1975年）
- 香港資深大律師（1997年，2002年自願註銷認許，2004年恢復認許）

## 榮譽

### 勳銜
- J.P.（1975年）
- O.B.E.（1980年）
- C.B.E.（1987年）
- 下級勳位爵士（1995年）

### 榮譽博士
- 香港浸會學院榮譽法學博士（1991年）
- 嶺南學院榮譽人文學博士（1994年）
- 香港公開進修學院榮譽文學博士（1996年）

## 家庭
施偉賢家族，包括施偉賢、其子施頌安（John Joseph Edward Swaine）及Jason Mark Swaine，持有公司Intergood Limited。施頌安為大律師及Media Bank之行政總裁，孫兒John Louis Swaine則在英國倫敦修讀法律，希望畢業後成為大律師。

## 外部連結
- 回顧百年 馬會展舊照 明報，2006年11月23日
- 施偉賢再做大狀 （页面存档备份，存于） 明報，2004年9月19日
- 黃至剛退休晒命評老闆[永久] 蘋果日報，2006年11月10日
- John E. Swaine
- Bar List at HKBA （页面存档备份，存于）
- 前任主席施偉賢爵士逝世　馬會同仁深表哀悼 （页面存档备份，存于）
- Sir John Swaine talks about his Derby winner Corvette and Jockey Philippe Paquet （页面存档备份，存于）

| 前任者： 彭定康（香港總督） | 立法局主席 1993年至1995年 | 繼任者： 黃宏發 |